# Paramirim (kommun)
Paramirim är en kommun i Brasilien.   Den ligger i delstaten Bahia, i den östra delen av landet, 700 km öster om huvudstaden Brasília. Antalet invånare är 20 998.
Följande samhällen finns i Paramirim:
- Paramirim

Omgivningarna runt Paramirim är huvudsakligen savann. Runt Paramirim är det glesbefolkat, med 14 invånare per kvadratkilometer.